# Velleguindry-et-Levrecey
Velleguindry-et-Levrecey è un comune francese di 160 abitanti situato nel dipartimento dell'Alta Saona nella regione della Borgogna-Franca Contea.

## Società

### Evoluzione demografica
Abitanti censiti